# Hanns Sprung

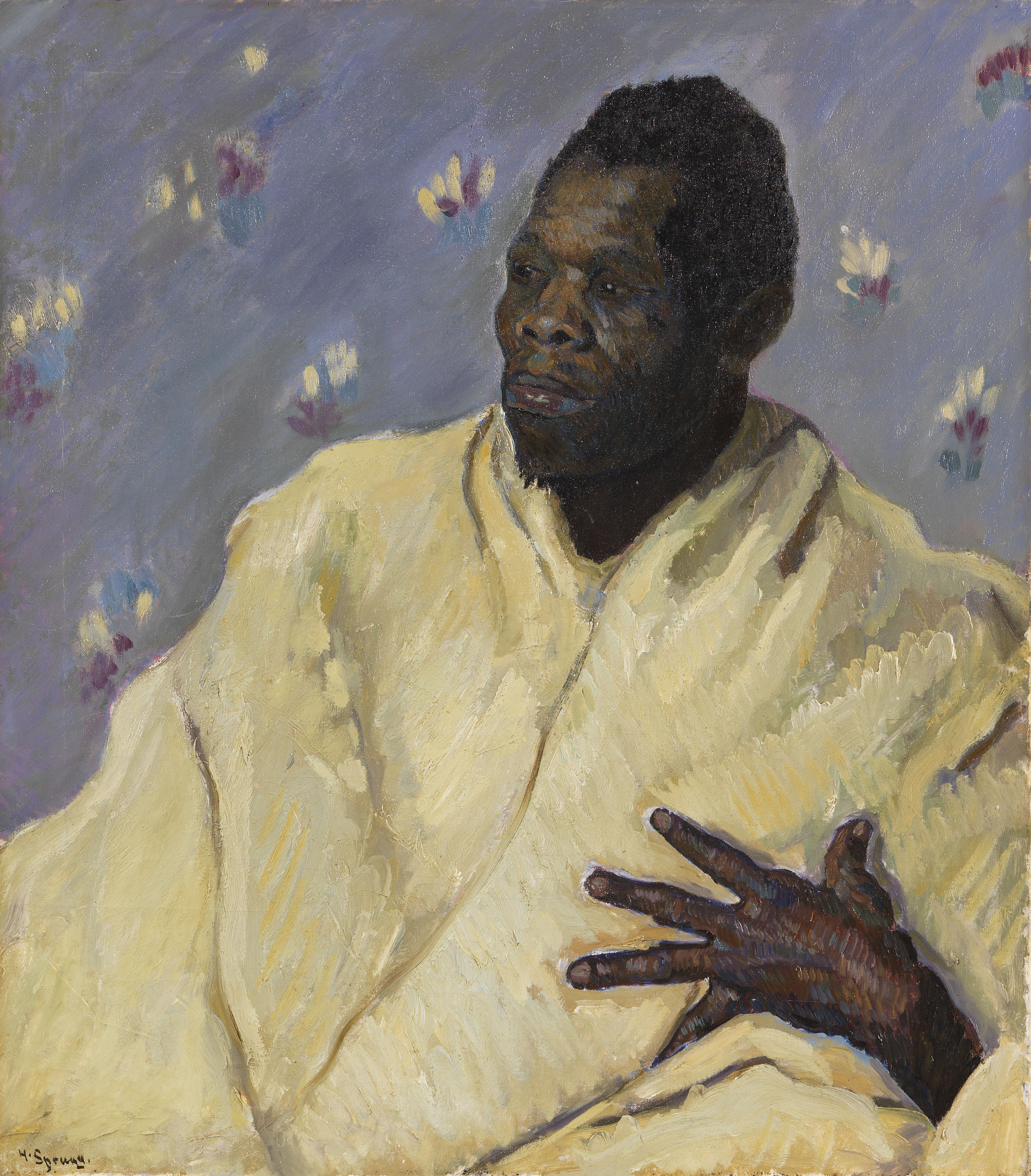
Afrikaner

Hanns Sprung (geboren 14. März 1884 in Koblenz, gestorben am 6. Februar 1948 in Bendorf) war ein deutscher Maler und Mitbegründer zweier Künstlerbünde.

## Leben
Von 1895 bis 1901 besuchte der Sohn eines Baumeisters das Koblenzer Kaiser-Augusta-Gymnasium und erhielt dort von seinen Zeichenlehrer William Straube erste künstlerische Anregungen. Sein Studium absolvierte Sprung an der Düsseldorfer Akademie (1903–1905) und an der Akademie in Karlsruhe (1905–1906). Er war Meisterschüler Wilhelm Trübners. Dieser machte Sprung in Karlsruhe mit Porträts von Wilhelm Leibl und der zeitgenössischen französischen Kunst bekannt. Entscheidend wurde auch die Begegnung mit Werken van Goghs.
Nach dem Ersten Weltkrieg kehrte Sprung erst 1920 aus französischer Kriegsgefangenschaft nach Hause zurück. Er mietete ein Atelier in der Alten Burg und wurde zur führenden Persönlichkeit der Koblenzer Künstlerszene, beteiligte sich an der Gründung des „Künstlerbundes Westmark“ (1921) und der Koblenzer Künstlergruppe „Das Boot“ (1922). 1929 trat er der NSDAP bei und wurde 1933 zum Nachfolger des scheidenden Koblenzer Museumsdirektors Adam Günther berufen. 1944 zog Sprung nach der Zerstörung des Elternhauses, seines Ateliers und 120 seiner Werke nach Bendorf.
Sprung beschäftigte sich vornehmlich mit Landschaften und (Selbst-)Porträts. Eine Ausnahme in seinem Werk bildet der Passionsaltar, der heute in der Koblenzer Liebfrauenkirche steht.
Zum Andenken an Hanns Sprung stiftete die Arbeitsgemeinschaft bildender Künstler am Mittelrhein 1974 den „Hanns-Sprung-Preis“. Wegen der Rolle Sprungs im Dritten Reich wird dieser Name heute nicht mehr verwendet und der Preis nur noch neutral als „AKM Kunstpreis“ bezeichnet.

## Ausstellungen und Auszeichnungen

### Ausstellungen
- 1908: Dresden
- 1912: Mannheim
- 1912: Hannover
- 1913: USA
- 1914: Köln
- 1921: Ausstellung des Künstlerbundes „Westmark“
- 1922 Köln: „Das Junge Rheinland“
- 1924–1922: zahlreiche Gruppenausstellungen in Koblenz und Trier
- 1926: Lintz bei Trier
- 1930: Ausstellung „Befreites Rheinland“

### Auszeichnungen
- 1912: Rheinlandpreis für „Nach dem Begräbnis“ (heute Mittelrhein-Museum[6])
- 1944: Kunstpreis des Gaus Moselland